# 博斯环形山
博斯环形山（Bose）是月球背面位于南半部的一座大撞击坑，约形成于39.2-38.5亿年前的酒海纪，其名称取自孟加拉国物理学家、生物学家、生物物理学家、植物学家、考古学家和推想小说作家暨百科全书编纂者贾格迪什·钱德拉·博斯（1858年-1937年），1970年被国际天文学联合会批准接受。

## 描述

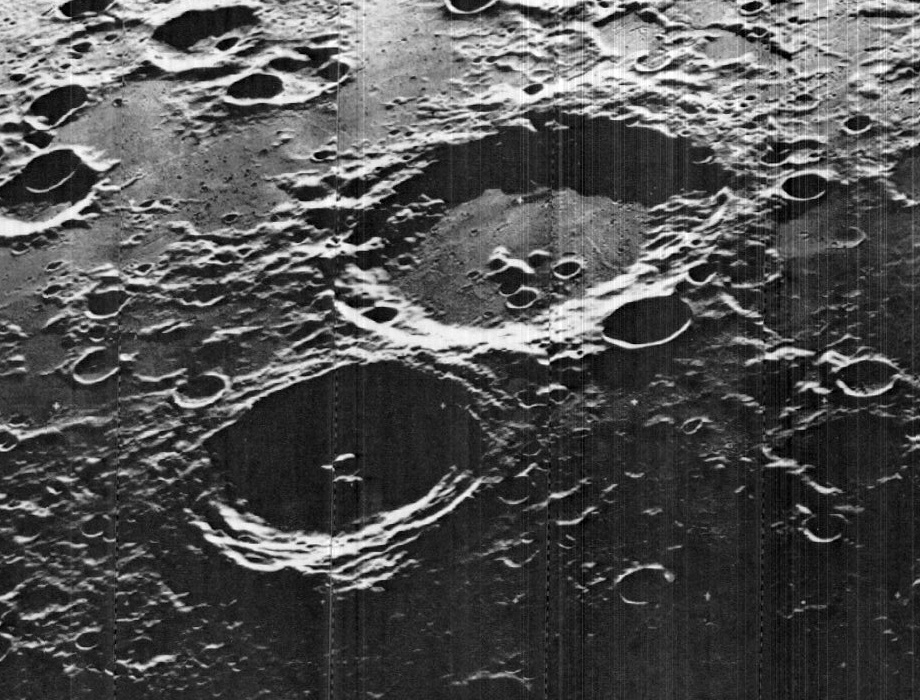
月球轨道器5号拍摄的博斯环形山（右上）和巴巴环形山（左下）照片。

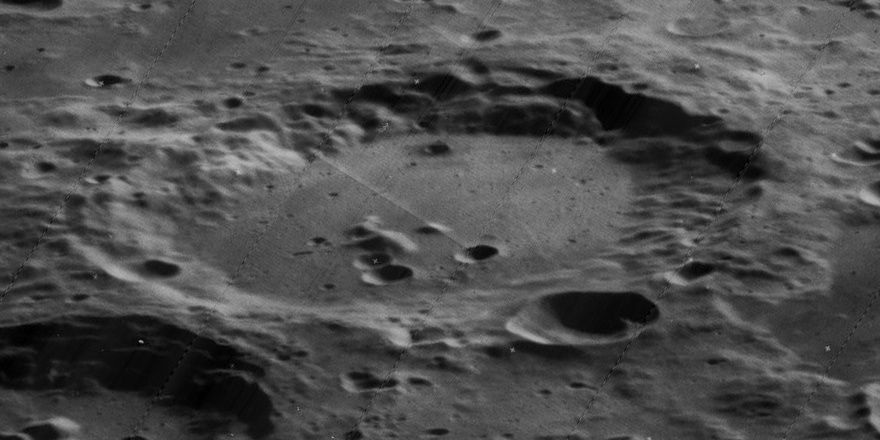
月球轨道器5号拍摄的斜视图

该陨坑位于南极-艾托肯盆地中央，西侧毗邻较小的波义耳环形山、西北和东南分别坐落了阿尔德环形山和巴巴环形山。该陨坑中心月面坐标为53°57′S 169°22′W / 53.95°S 169.36°W，直径92.55公里，深度约2.84公里。
博斯环形山的坑壁轮廓虽仍然保持完整，但已明显被后续的撞击磨损和钝化，沿东北侧壁沿覆盖了卫星坑“博斯 D”。它的西南侧内壁保留有阶地状残迹，而东北侧内壁被凿切出一道细槽。坑壁最大高出周边地形1440米，内部容积约8297立方千米。坑内地表相对平坦，散布有一些小撞击坑，中心点偏东南矗立了一座由含80-85%斜长石的辉长-苏长-橄长斜长岩（GNTA2）、辉长苏长岩（AGN）和苏长斜长岩（AN）构成的小中央峰，紧靠它的东面坐落了三座小陨坑。

## 卫星陨石坑
按惯例，最靠近博斯环形山的卫星坑将在月图上以字母标注在它的中心点旁边。

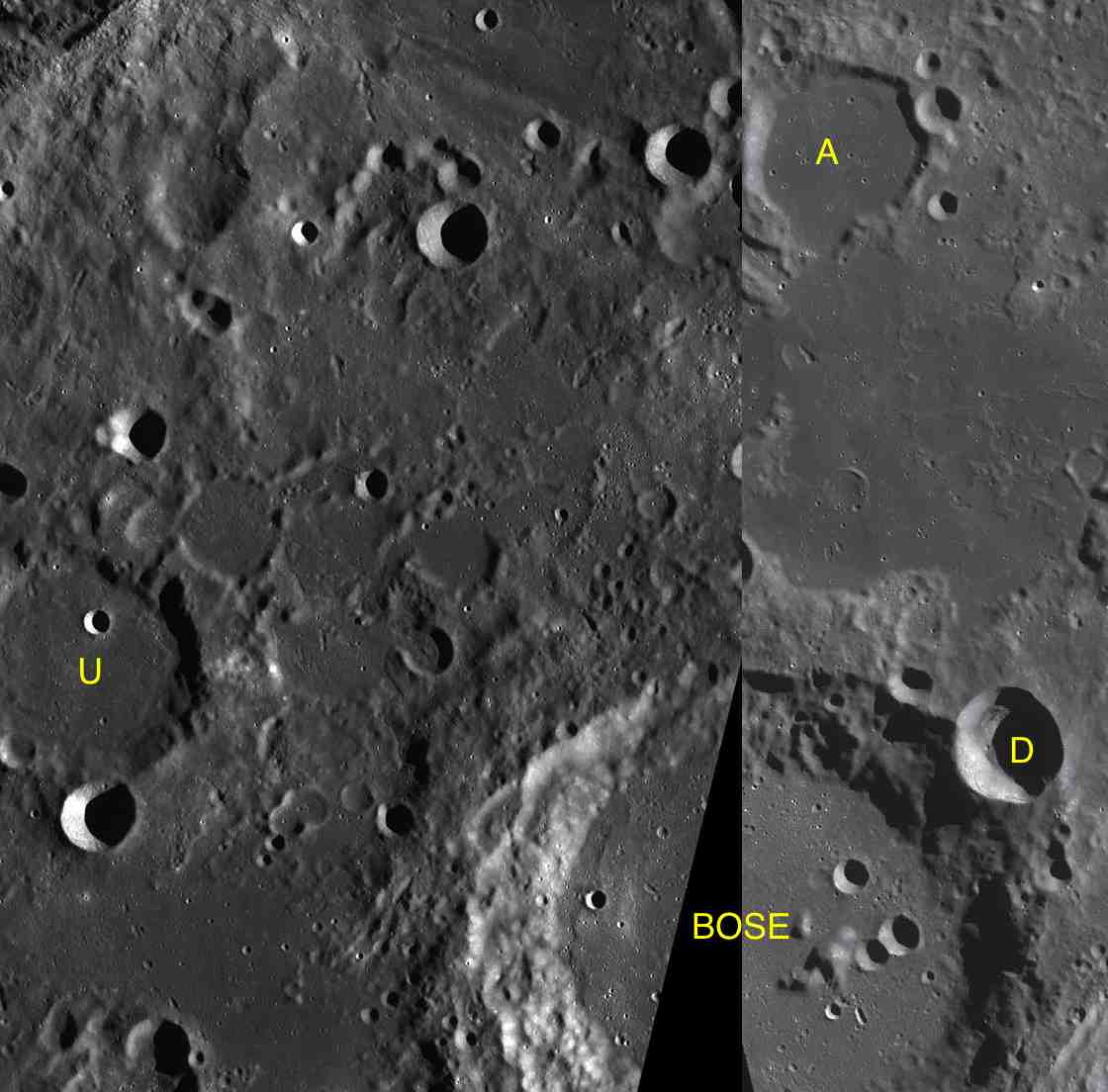
LAC-132与LAC-133拼接图

| 博斯 | 纬度    | 经度     | 直径    |
| ---- | ------- | -------- | ------- |
| A    | 49.3° S | 166.5° W | 28 公里 |
| D    | 52.7° S | 166.1° W | 20 公里 |
| U    | 52.8° S | 174.6° W | 38 公里 |

## 另请参阅
- Andersson, L. E.; Whitaker, E. A. . NASA RP-1097. 1982.
- Blue, Jennifer. . USGS. July 25, 2007  [2007-08-05]. （原始内容存档于2012-04-08）.
- Bussey, B.; Spudis, P. . New York: Cambridge University Press. 2004. ISBN 978-0-521-81528-4.
- Cocks, Elijah E.; Cocks, Josiah C. . Tudor Publishers. 1995. ISBN 978-0-936389-27-1.
- McDowell, Jonathan. . Jonathan's Space Report. July 15, 2007  [2007-10-24]. （原始内容存档于2012-05-26）.
- Menzel, D. H.; Minnaert, M.; Levin, B.; Dollfus, A.; Bell, B. . Space Science Reviews. 1971, 12 (2): 136–186. Bibcode:1971SSRv...12..136M. doi:10.1007/BF00171763.
- Moore, Patrick. . Sterling Publishing Co. 2001. ISBN 978-0-304-35469-6.
- Price, Fred W. . Cambridge University Press. 1988. ISBN 978-0-521-33500-3.
- Rükl, Antonín. . Kalmbach Books. 1990. ISBN 978-0-913135-17-4.
- Webb, Rev. T. W.  6th revised. Dover. 1962. ISBN 978-0-486-20917-3.
- Whitaker, Ewen A. . Cambridge University Press. 1999. ISBN 978-0-521-62248-6.
- Wlasuk, Peter T. . Springer. 2000. ISBN 978-1-85233-193-1.